# تشارلز بيج توماس مور
تشارلز بيج توماس مور (بالإنجليزية: Charles Page Thomas Moore) هو محامي وقاضي أمريكي، ولد في 8 فبراير 1831 في مقاطعة شيناندوا في الولايات المتحدة، وتوفي في 7 يوليو 1904 في Gallipolis Ferry, West Virginia ‏ في الولايات المتحدة.